# Tyrone (Missouri)
Pour les articles homonymes, voir Tyrone.
Tyrone est une localité non incorporée du comté de Texas dans l’État du Missouri, aux États-Unis.
Fondée en 1892, Tyrone est nommée en l'honneur du comté de Tyrone, en Irlande du Nord.